# Capela dos Ex-Votos
A Capela dos Ex-Votos, também conhecida como Antigo Santuário de Nossa Senhora de Caravaggio, ou como Matriz antiga, é uma pequena igreja localizada no atual Santuário de Nossa Senhora de Caravaggio, na cidade brasileira de Farroupilha, estado do Rio Grande do Sul, que até a década de 1960 foi o centro da devoção a Nossa Senhora de Caravaggio no estado. Foi declarada Patrimônio Histórico do Estado pela sua importância histórica, cultural e social.

## Histórico

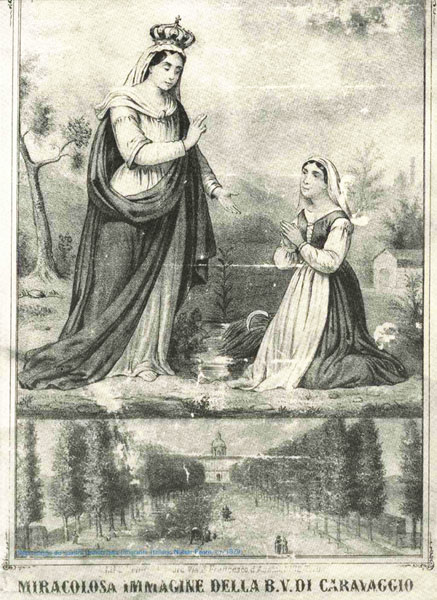
A gravura de 1724 trazida da Itália por Natal Faoro, e entronizada na capela antes da aquisição da estátua.

O primeiro local de culto dedicado a Nossa Senhora de Caravaggio na antiga Linha Palmeiro, que outrora fazia parte da Colônia Dona Isabel, a atual Bento Gonçalves, foi um simples capitel de madeira com 12 m² com um pequeno alpendre na entrada, construído pelos imigrantes Antônio Franceschet e Pasqual Pasa em virtude da ausência de um templo na região, obrigando à celebração dos cultos no interior das residências. Assim que foi terminado a notícia se espalhou por entre a colônia e foram feitas doações que permitiram a ampliação do capitel numa capelinha com capacidade para 100 pessoas, inaugurada em 1879.
Na escolha do patrono a comunidade se dividiu. Uns preferiam consagrar a capela a Nossa Senhora de Loreto, outros, a santo Antônio de Pádua. A imagem venerada era uma gravura da Santa trazida da Itália em 1876 por Natal Faoro e emprestada por ele à comunidade, até que houvesse uma imagem mais digna. Em 1885 foi adquirida uma estátua da Virgem de Caravaggio do escultor italiano, radicado em Caxias do Sul, Pietro Stangherlin, criada a partir do modelo que se via na gravura antes venerada, sendo trazida a pé em procissão desde a outra cidade, a cerca de 15 km, e entronizada na capela. Desde então se formou uma tradição de romarias e peregrinações à igrejinha, que se perpetua até hoje.
Logo em seguida a comunidade se reuniu em mutirão e iniciou a construção de uma Matriz, ora em alvenaria, e para isso foi improvisada uma olaria para a confecção dos tijolos para o corpo da igreja, sendo reservada a pedra talhada para o campanário anexo. A construção foi inaugurada em 1890 e deu o nome à povoação que se formava em torno. Em 1900 foi instalado o relógio do campanário, construído por Augusto Rombaldi.
Em 26 de maio de 1921 a paróquia foi elevada à condição de Santuário Diocesano, passando a ter um clero secular permanente para atender ao culto e organizar as romarias que não cessavam de crescer, e que encheram o interior de ex-votos. Em 1959 Nossa Senhora de Caravaggio foi declarada pela Santa Sé Padroeira da Diocese de Caxias do Sul. Depois de 1963 o pequeno templo, já incapaz de abrigar a crescente afluência de devotos, cedeu sua condição de Matriz a outra edificação ao lado, bem maior, com capacidade para cerca de 2 000 pessoas, embora mesmo esta já não consiga receber toda a massa de fiéis e que se aglomera no entorno nas grandes festividades.

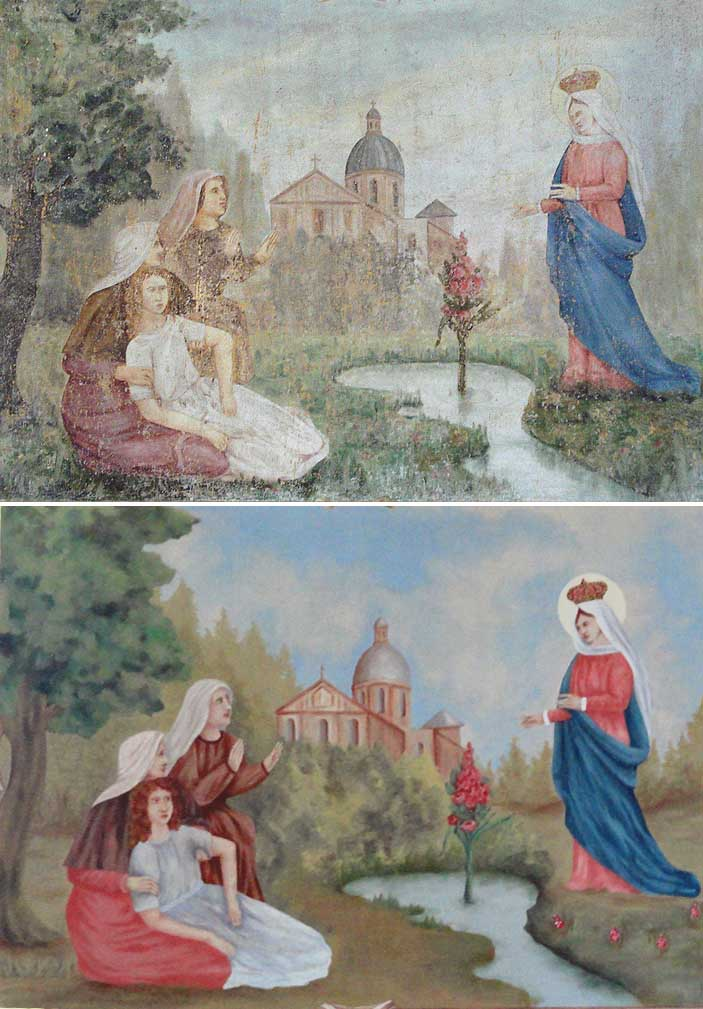
Antonio Cremonese: Milagre de Nossa Senhora de Caravaggio, na capela-mor, antes e depois da intervenção da restauradora.

Atualmente o Santuário congrega cerca de 140 famílias e sete capelas subordinadas. Por sua relevância para a história, a arte, a cultura e a religiosidade populares, a Capela dos Ex-Votos foi tombada em 2006 pelo IPHAE, junto com o restante do complexo do Santuário. Em 2005 iniciou um trabalho de restauro da edificação centenária, entregue aos cuidados de Marinês Gallon, concluído em 2012. Contudo, o resultado foi criticado como desastroso pelo ex-coordenador do acervo do Museu de Arte do Rio Grande do Sul, Ricardo Frantz: 
"O restauro, diferente do que foi feito aqui, é um processo fundado no respeito pela obra original, em que suas características distintivas são mantidas exatamente como são para poderem dizer o que têm a dizer, cumprindo seu papel de documento autêntico e legível, sem intervenções inteiramente arbitrárias como esta, que falsificam o que alegam preservar. [...] Toda a textura das pinturas foi alterada, inúmeros detalhes foram acrescentados, outros suprimidos, as cores mudaram seus tons, os volumes e contornos já são outros. [...] Na verdade, estamos diante de uma cópia, pois do original só restou, efetivamente, a composição geral. Todo o efeito é o de uma obra nova, embora se pareça à que lhe deu origem. [...] Estudar arte e história a partir de testemunhos adulterados em tamanha extensão é aprender coisas falsas que levam a conclusões enganosas e disparates. Isso não é educar, isso não é documentar os fatos corretamente, é criar uma realidade artificial. Esse conhecimento desvirtuado acaba se multiplicando, cria tradição e passa a ser uma História mais verdadeira do que a verdade autêntica que fizemos questão de esconder sob camadas de pintura 'criativa', mesmo que isso possa ter sido feito na melhor das boas intenções".
Ainda em 2012 foi iniciado o processo de tombamento de duas regiões do entorno, a Linha Pedro Salgado e a Linha Palmeiro, a fim de compor uma unidade paisagística e cultural, cujas matas também possuem valor ecológico. Sua romaria principal atrai atualmente de 200 a 300 mil fiéis e constitui a maior festividade religiosa do nordeste do estado, sendo objeto de vários estudos.

## Características

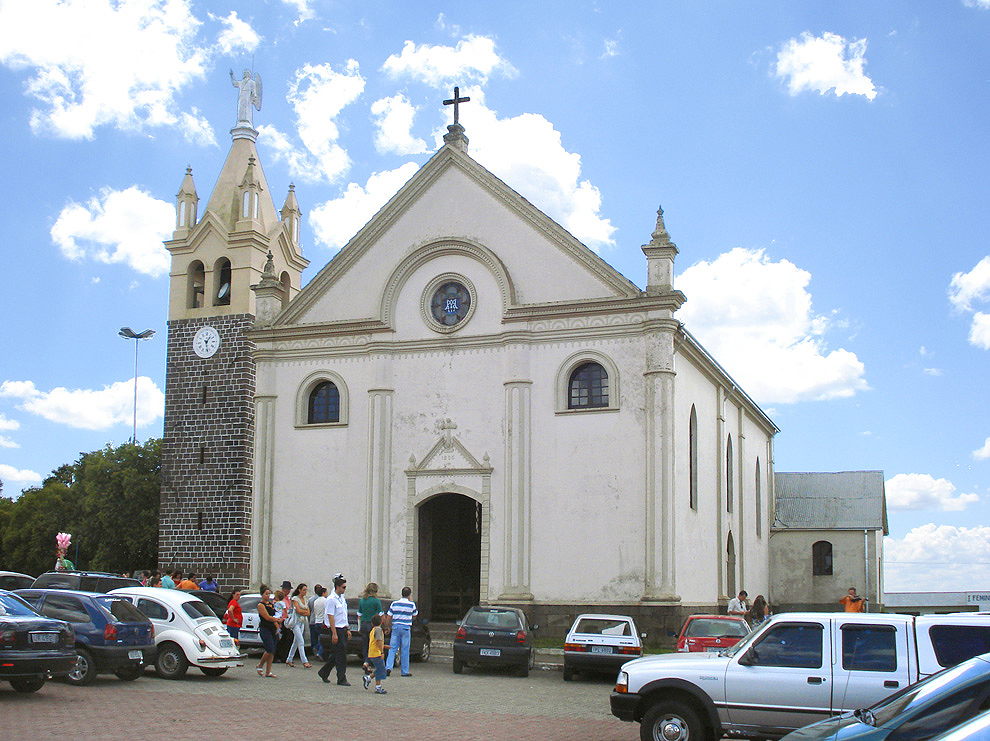
Aspecto atual

A velha Matriz, ou Capela dos Ex-votos, como é mais conhecida atualmente, é uma das mais antigas e importantes relíquias arquitetônicas e artísticas de caráter sacro dos primórdios da imigração italiana no Rio Grande do Sul. Sua configuração exterior e a decoração interna se encontram ainda praticamente intactas, sobrevivendo a uma onda de demolições, reformas e modernizações irrefletidas que fez desaparecer ou desfigurou diversos templos das colônias italianas no nordeste do estado e que ainda hoje é uma ameaça para boa parte do patrimônio histórico e artístico não só no estado, mas no Brasil todo.

### A fachada
A igrejinha tem uma arquitetura simples, porém é um exemplar muito expressivo em seu gênero. Segue um estilo híbrido com elementos neoclássicos e neogóticos. A fachada tem um esquema clássico tradicional de triângulo sobre quadrado, elevada sobre um pequeno embasamento, com uma porta única centralizada com abertura em arco abatido. A porta tem um frontispício discreto, constituído de uma fina moldura em relevo imitando pedra aparelhada, coroada por uma cornija e por um frontão com uma cruz no topo, e tendo inscrita a data de inauguração, 1890. Lateralmente há duas delgadas pilastras de seção circular, com caneluras e sem capitel, que se repetem nas extremidades da construção, emprestando um ritmo tripartido ao corpo da igreja. Nos dois vãos laterais, em um nível elevado, pequenas janelas em arco redondo com moldura simples em relevo.
Sobre este bloco se assenta um grande frontão triangular, separado do corpo abaixo por uma cornija adornada por um friso de motivo semicircular simulando mísulas. Uma outra cornija logo acima, mais ornamentada, se prolonga e delineia todo o frontão, interrompendo-se em arco redondo na base para abrigar um óculo ocluso por vitral. Nas quinas se elevam dois pináculos pequenos, e sobre o vértice, uma cruz.

### O interior

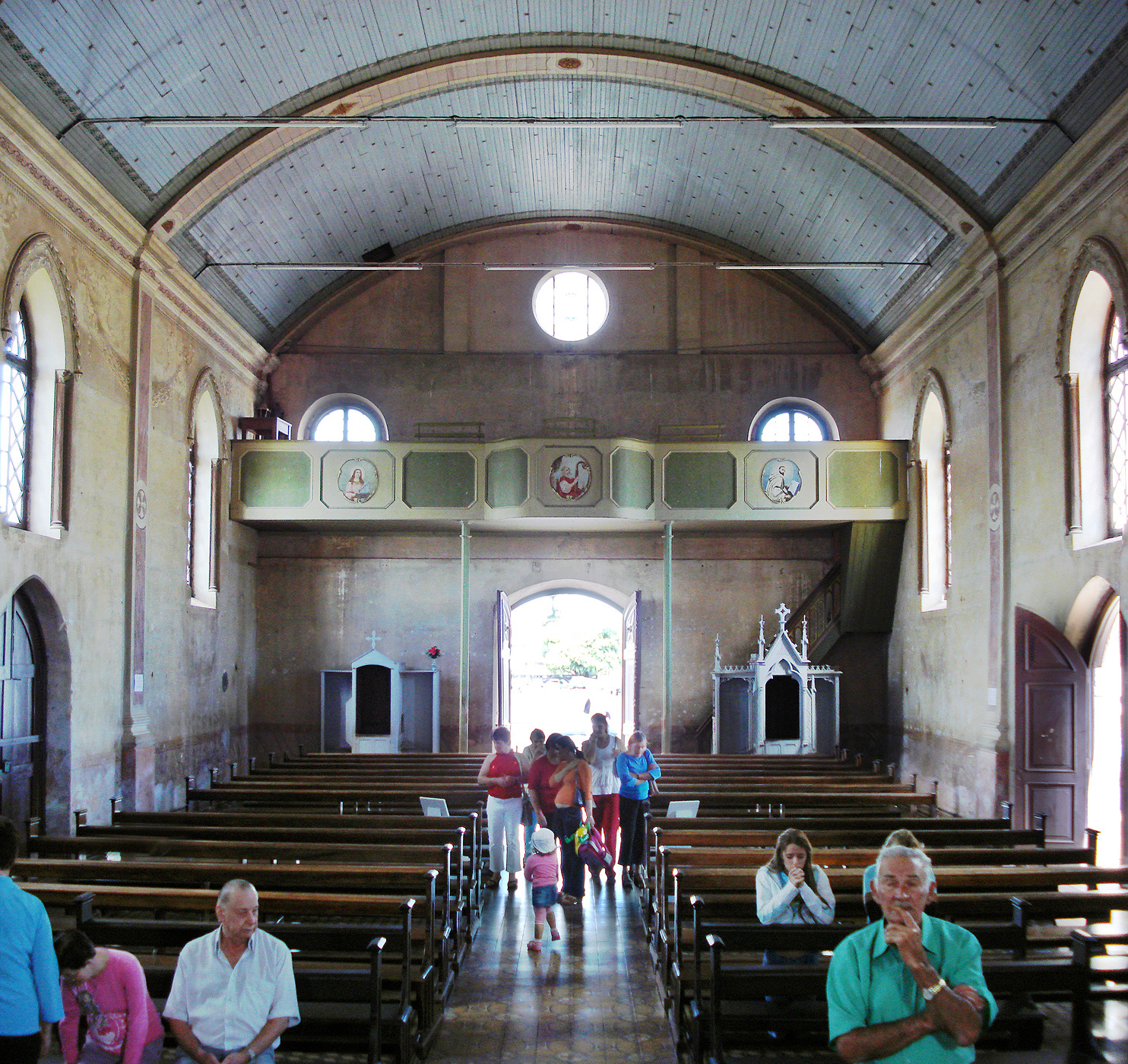
Aspecto do interior voltado para a entrada

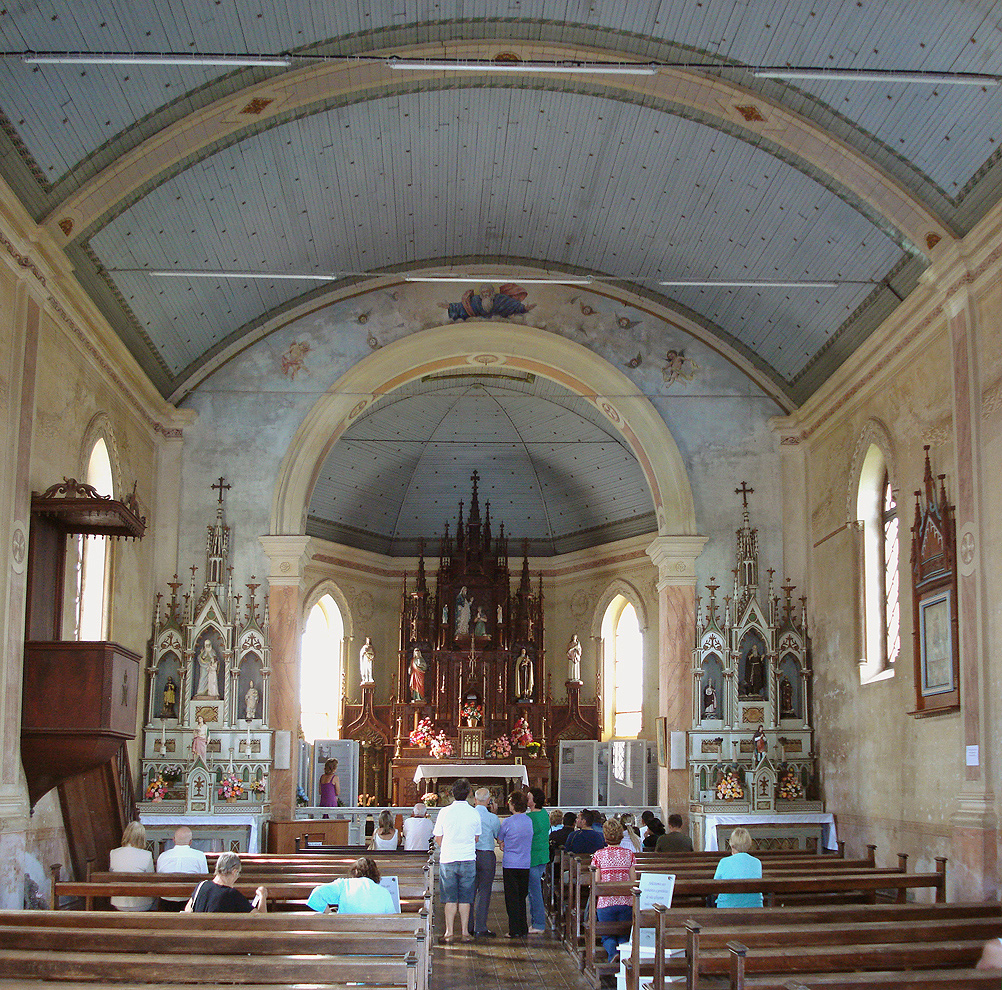
Aspecto do interior

O interior tem uma nave única e uma capela-mor ao fundo. Nota aqui o predomínio do estilo neogótico, que entre fins do século XIX e início do século XX foi o favorito dos imigrantes italianos da região. A entrada se faz sob um coro de madeira sustentado por duas delgadas colunas de corte octogonal, e decorado com singelas pinturas (Santa Cecília, o rei David com o saltério, e um outro santo não identificado) inseridas em três medalhões ao longo do parapeito. Ainda debaixo do coro ficam dois confessionários em madeira, um de cada lado da entrada. 
Ao longo da nave se abrem janelas em ogiva com colunetas laterais e um relevo foliáceo acima. Nas paredes há decoração ornamental em pintura executada por Antônio Cremonese, com guirlandas em trompe-l'oeil na parte superior, e efeitos marmorizados nas pilastras e rodapés. Atualmente as paredes estão nuas por força do restauro, mas antigamente encontravam-se apinhadas de ex-votos, e por isso o nome popular deste templo. O teto, em abóbada de berço de arco abatido, é todo de madeira em tom azul claro, pontilhado de diminutas estrelas douradas, e descansa sobre uma larga cornija decorada por um friso em motivo floral. Na metade da nave se abre uma porta de cada lado, e logo em seguida à da esquerda está um púlpito simples, em madeira, com dossel. As bancadas são também de madeira com discreto trabalho de talha, e o piso é  decorado com ladrilhos em variados motivos geométricos.
Junto ao arco do cruzeiro há dois altares de talha neogótica, pintados de branco, com detalhes em verde e em madeira natural e painéis marmorizados, e com diversas imagens de santos. O da esquerda se dedica a Santa Ana Mestra, e tem em sua base uma rara estátua da Virgem Maria ainda bebê, tipo conhecido como Maria bambina, envolta em panos e atada firmemente com cintas — era hábito na época da imigração manter-se os bebês pequenos assim enfaixados para crescerem eretos. O altar da direita é em honra a Santo Antônio Abade, também junto com outros santos secundários. O arco tem pilastras decoradas com pintura marmorizada e sobre ele vê-se uma cena pintada com anjos e o Todo-Poderoso de braços abertos, aparecendo entre nuvens.
A capela-mor absidal é separada da nave por um degrau e uma balaustrada de mármore, aberta ao meio por um portãozinho de metal trabalhado. O retábulo principal é uma requintada construção em madeira, igualmente em estilo neogótico, com diversos níveis, pináculos com elegante desenho e trabalho de vazados, e vários nichos para estátuas. Destaca-se o grupo no nicho principal, um par de imagens retratando a Padroeira a abençoar a vidente Joaneta ajoelhada, obra do Atelier Zambelli, de Caxias do Sul, substituindo o grupo de Stangherlin transferido para a Nova Matriz. Na base do retábulo fica a mesa de celebração, sobre um pódio de três degraus, e sob ela uma cena em relevo representa a Última Ceia. Também existem, pegados ao retábulo, raros porta-círios processionais em metal trabalhado e pintado.
Nas paredes da capela-mor há duas pinturas murais com cenas de curas patrocinadas pela Virgem de Caravaggio, também um trabalho de Cremonese. O teto é uma meia-cúpula de gomos, em madeira, com decoração semelhante ao teto da nave. Lateralmente se abrem duas janelas em ogiva, com vitrais coloridos, e portas que levam à antiga sacristia, hoje reduzida a um depósito de ex-votos, e a uma sala de confessionário do outro lado. Também foi instalada na capela-mor uma série de painéis modernos com imagens e texto em memorial aos antigos sacerdotes que serviram à paróquia. O templo conta com um sistema de áudio que narra a aparição da Virgem na Itália, a história do santuário e suas tradições.

### O campanário
À esquerda da igreja, e separado dela, ergue-se um belo campanário em pedra aparelhada, com várias aberturas estreitas em seu corpo, um relógio e um coruchéu neogótico com pináculos e aberturas duplas para os três sinos importados da Itália, que segundo a tradição, têm o poder de afastar as chuvas de granizo com seu toque. Arremata o campanário uma grande figura de anjo abençoando o povo.

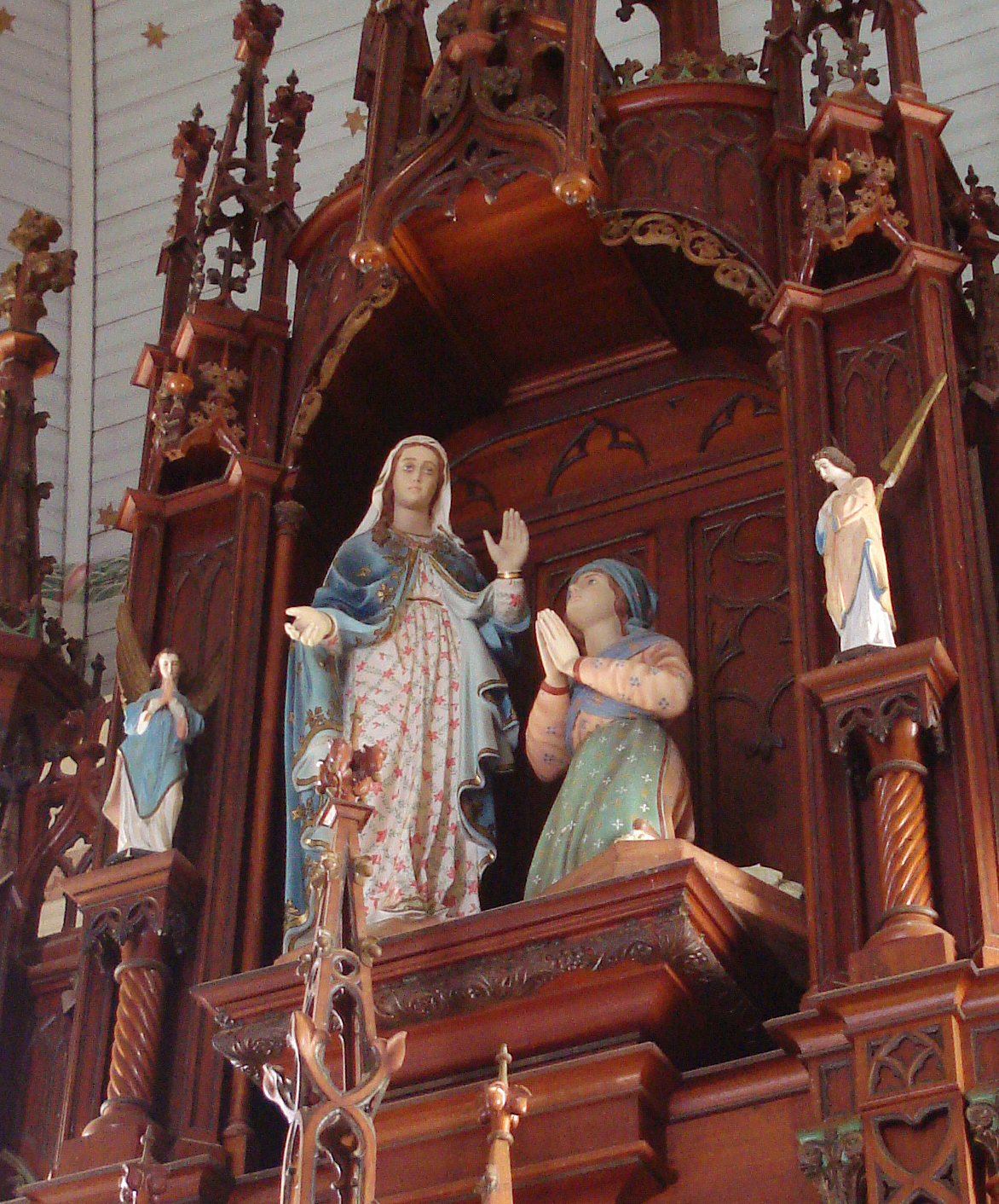
A imagem da padroeira no retábulo da capela-mor
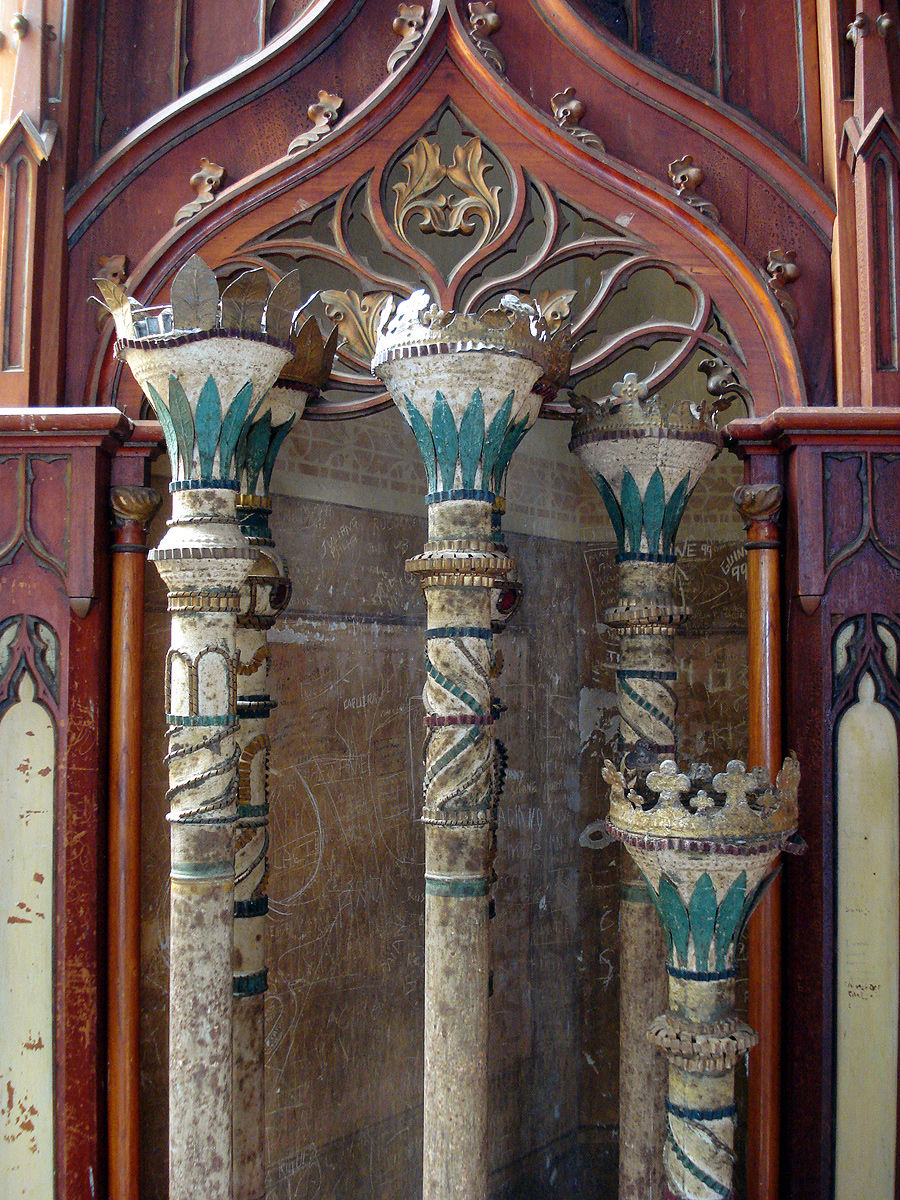
Porta-círios (tochas) junto ao retábulo da capela-mor
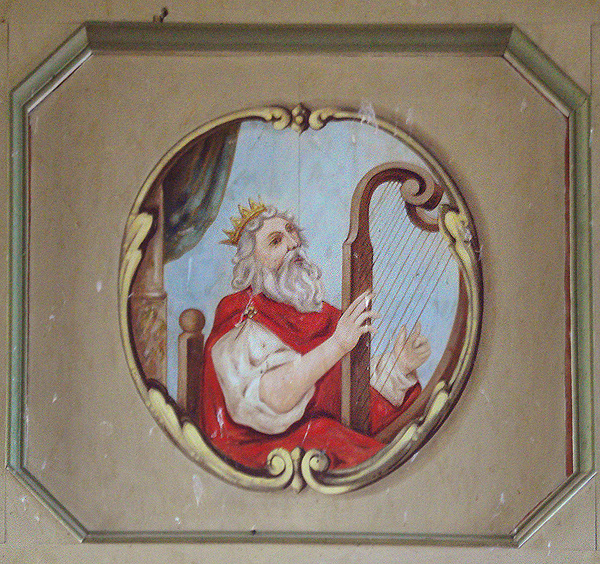
O rei David com o saltério, pintura no coro
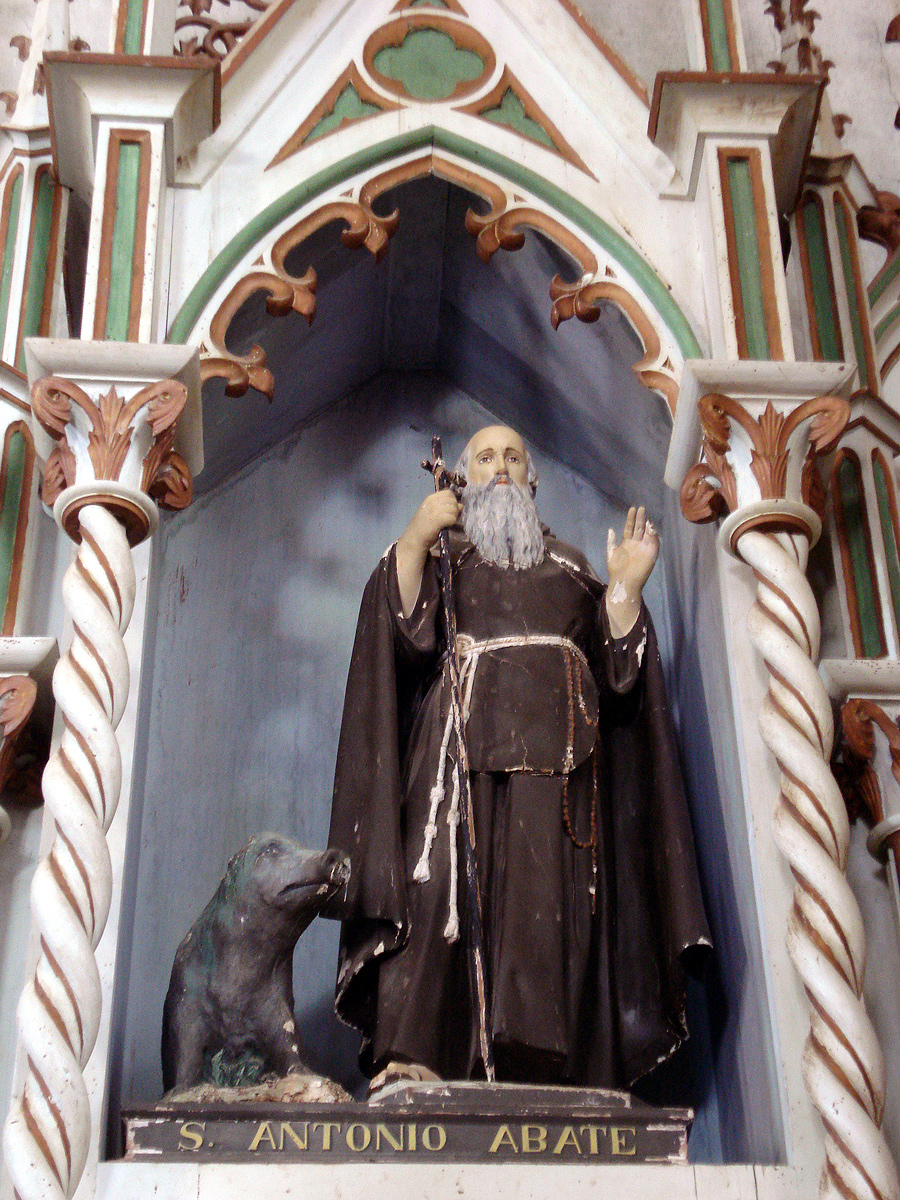
Altar de Santo Antônio abade

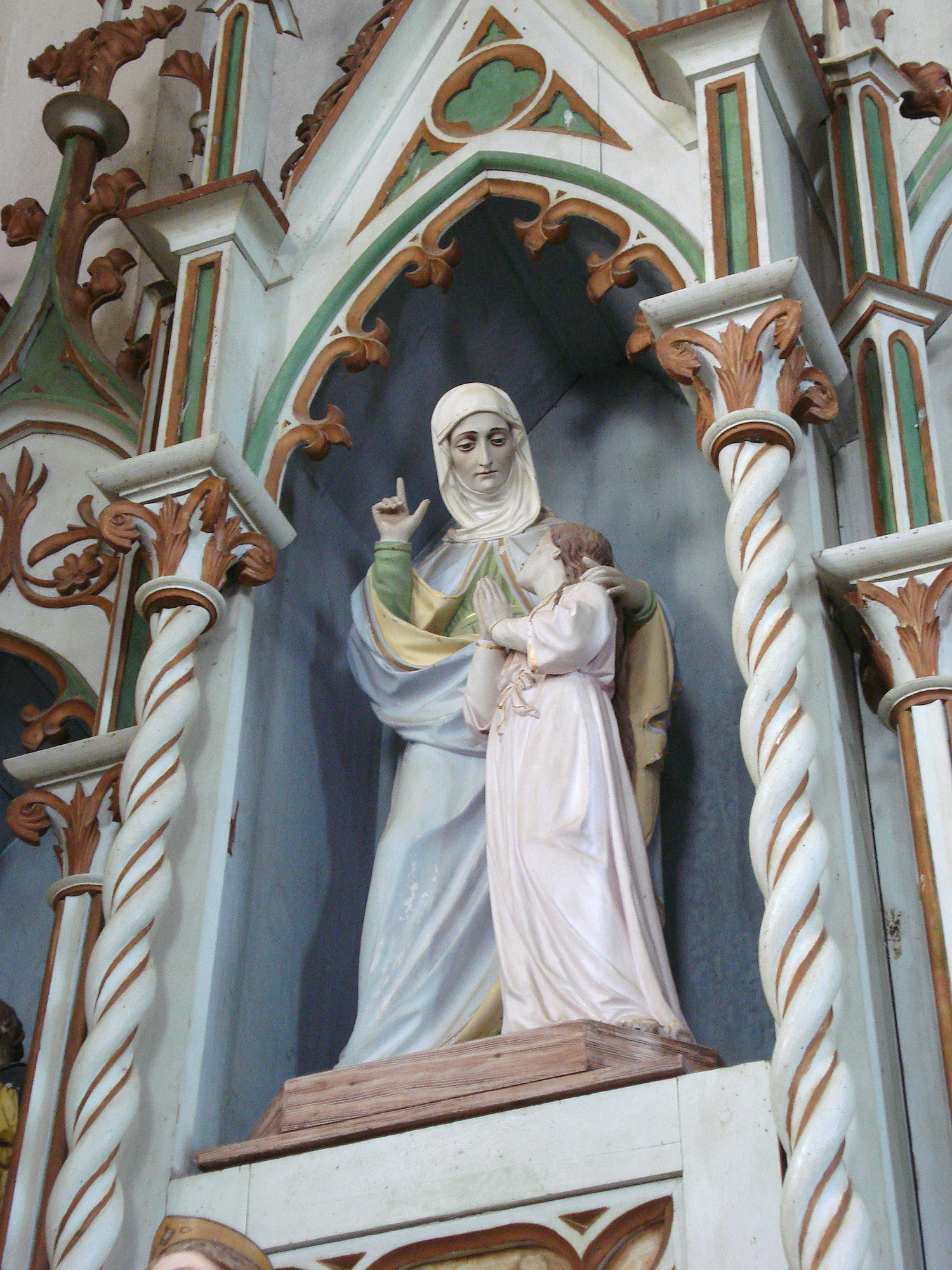
Altar de Santa Ana
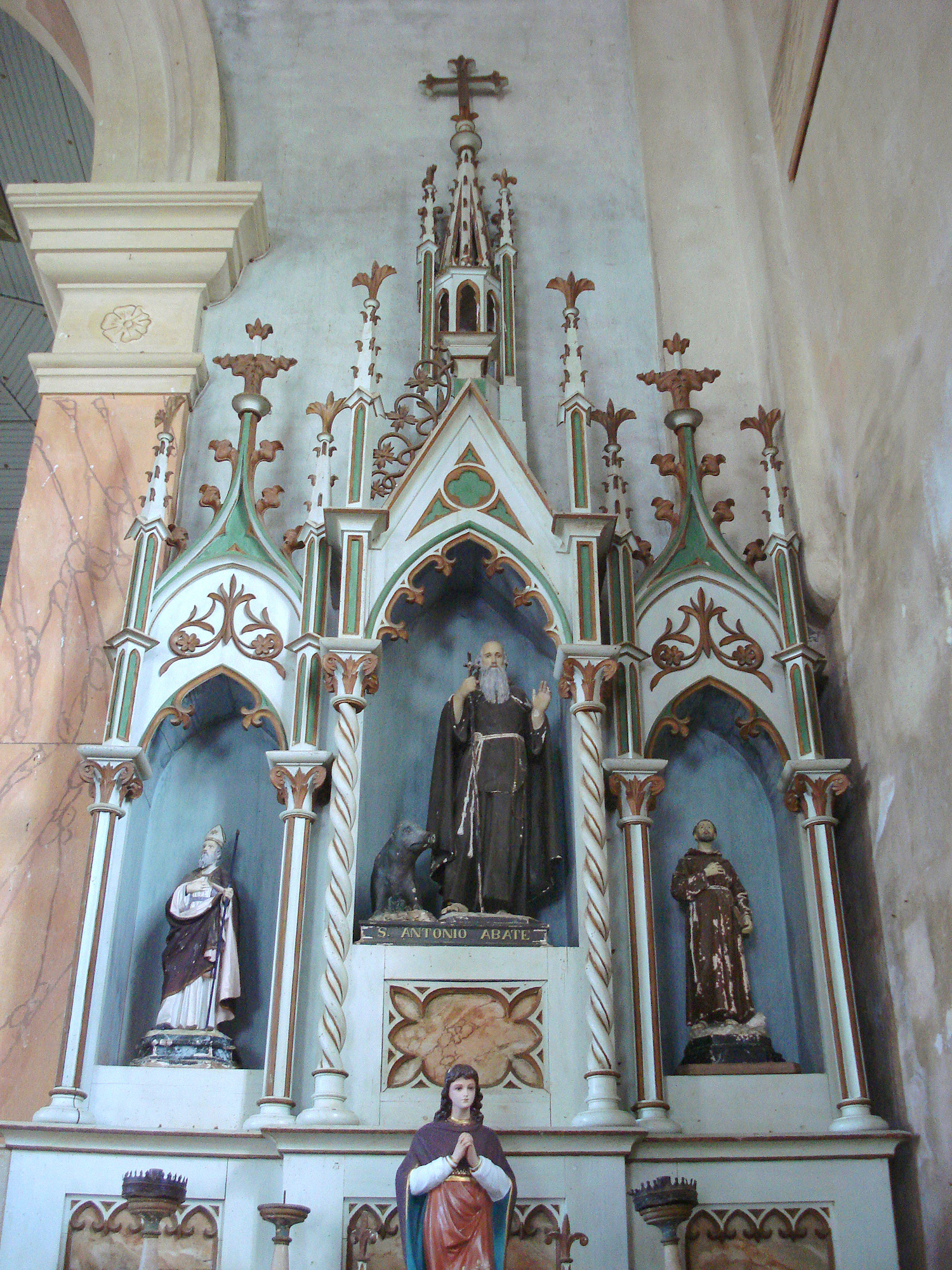
Altar de Santo Antônio Abade
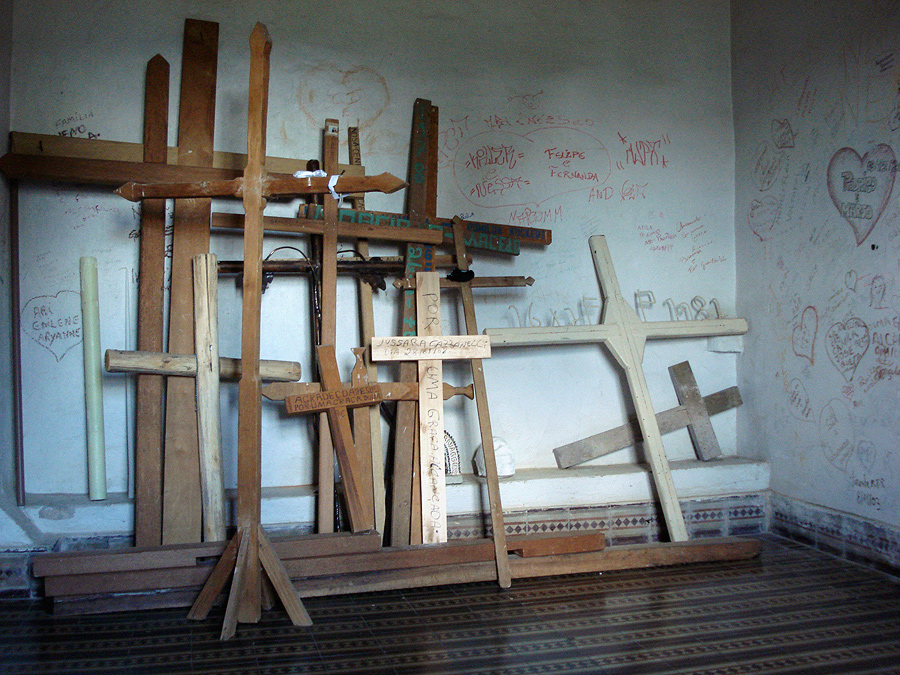
Antiga sacristia com cruzes de ex-voto
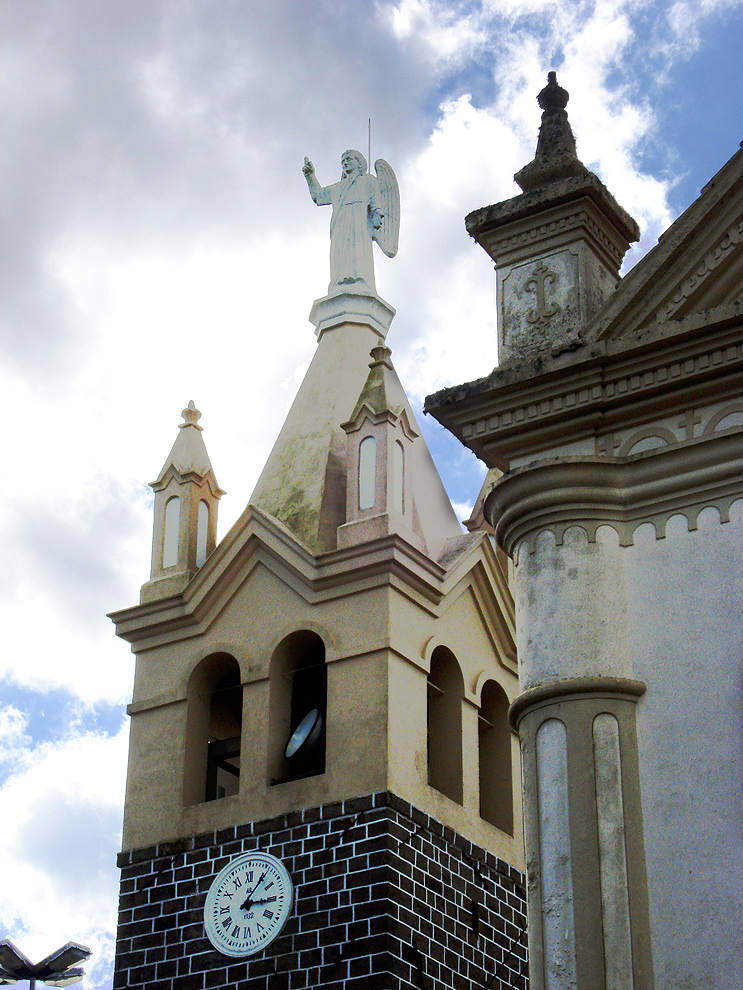
Detalhe do campanário